# خوان الوارز (بازیکن فوتبال، زاده فوریه ۱۹۹۶)
خوان الوارز (انگلیسی: Juan Álvarez؛ زادهٔ ۱۰ فوریهٔ ۱۹۹۶) بازیکن فوتبال اهل آرژانتین است.
از باشگاه‌هایی که در آن بازی کرده‌است می‌توان به باشگاه فوتبال بانفیلد اشاره کرد.